# Karl-Erik Lundevall
Karl-Erik Lundevall, född den 5 mars 1918 i Stockholm, död där den 19 december 1980, var en svensk litteraturhistoriker och radioman. Han var far till Jan-Erik Lundevall.

## Biografi
Lundevall var son till en köpman och avlade studentexamen 1938. Han var anställd vid Albert Bonnier AB 1944–1948. Samtidigt var han ordförande i Stockholms högskolas studentkår 1947–1948.
Lundevall disputerade för filosofie doktorsgraden 1953 på avhandlingen Från åttital till nittital  och var därefter docent i litteraturhistoria vid Stockholms högskola 1953–1958. Han anställdes vid Sveriges Radio 1955, var chef för kulturredaktionen 1956–1958 och upprätthöll flera höga administrativa tjänster. Han blev programdirektör för ljudradion 1973. Lundevall är begraven på Norra begravningsplatsen utanför Stockholm.